# Der Tag (1900–1934)
Der Tag war eine illustrierte Tageszeitung in Berlin, begründet 1900 vom August Scherl Verlag, eingestellt 1934.
Die Zeitung erschien in drei Ausgaben (Ausgabe A: schwarzer und roter Tag zusammen, Ausgabe B: roter Tag allein, Ausgabe C: schwarzer Tag mit Bilder vom Tage).  Das Motto der Zeitung lautete: Keiner Partei dienstbar, freies Wort jeder Partei.

## Bilder vom Tage
In der Erstausgabe vom 19. Dezember 1900 wurde angekündigt, zukünftig laufend Photographien in der Drucktechnik Autotypie im Rotationsdruck zu veröffentlichen. In der Ausgabe vom 23. März 1901 erschien das erste Foto. Ab dem 26. März 1901 erschienen unter der Rubrik „Bilder vom Tage“ zum ersten Mal im Deutschen Reich eine Tageszeitung, die regelmäßig Pressefotos von aktuellen Tagesereignissen veröffentlichte.

## Anfängliche Querfinanzierung
Das Geld, das August Scherl mit der Zeitschrift Die Woche verdiente, soll er mit der illustrierten Tageszeitung Der Tag wieder verloren haben. Der Tag war ein Produkt des Scherlverlags und erlebte dessen Eigentümergeschichte. Er wurde 1913 an den Deutschen Verlagsverein und 1916 an Alfred Hugenberg verkauft. Hugenberg war 1928 bis 1933 Vorsitzender der Deutschnationalen Volkspartei, weshalb Der Tag von Frances Clare Foster in ihrer Dissertation The Press of the Weimar Republic and its Representation in German Literature als Parteiorgan der DNVP von 1931 betitelt wird.
Am 30. Juni 1921 ging die Zeitschrift Die Post in Der Tag auf. 1934 wurde die Publikation von Der Tag mit der Übereignung aus dem Hugenberg-Imperium an Max Amann (Franz-Eher-Verlag) eingestellt.

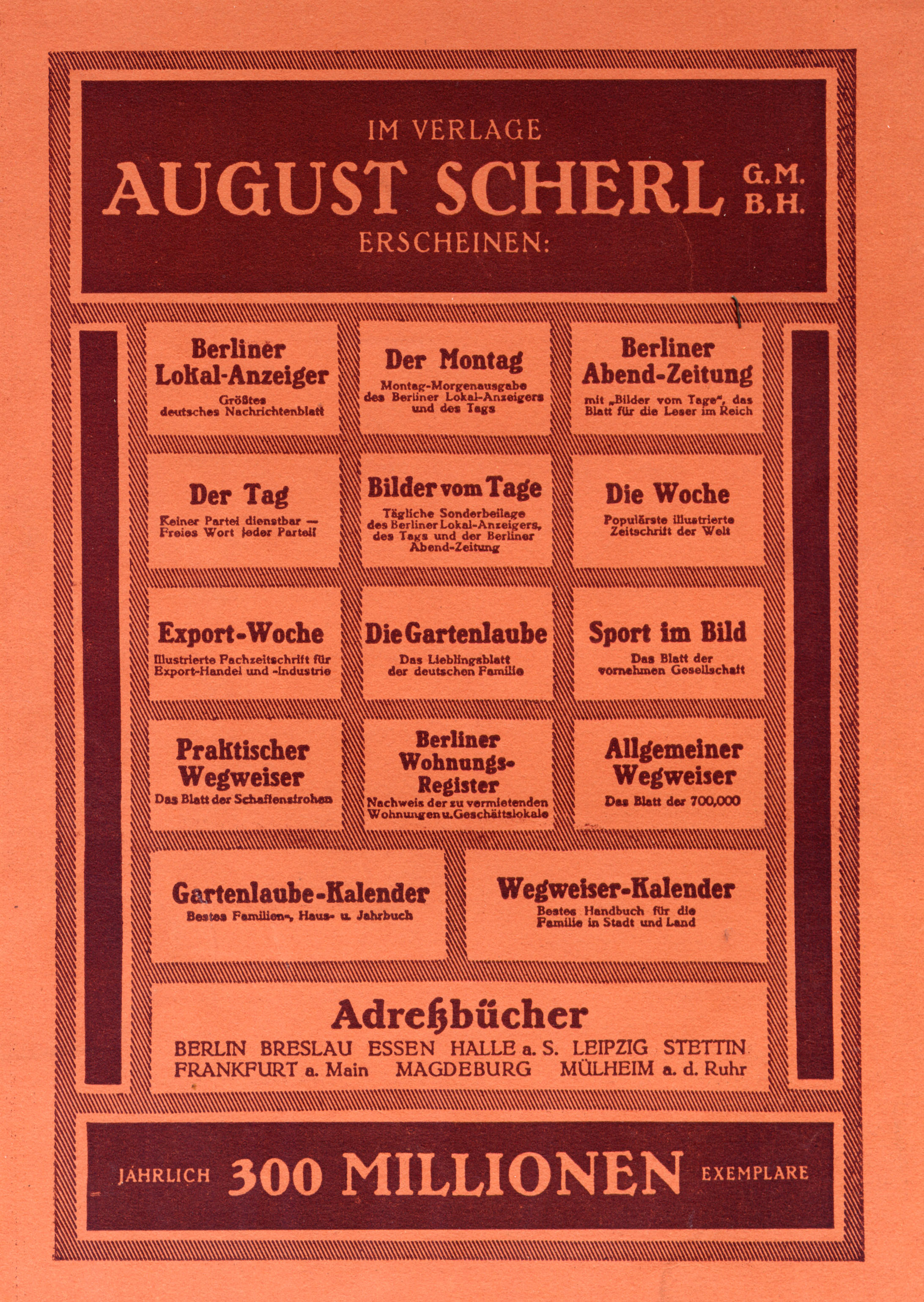
Plakat mit den Publikationen des Scherl Verlages 1914

## Mitarbeiter

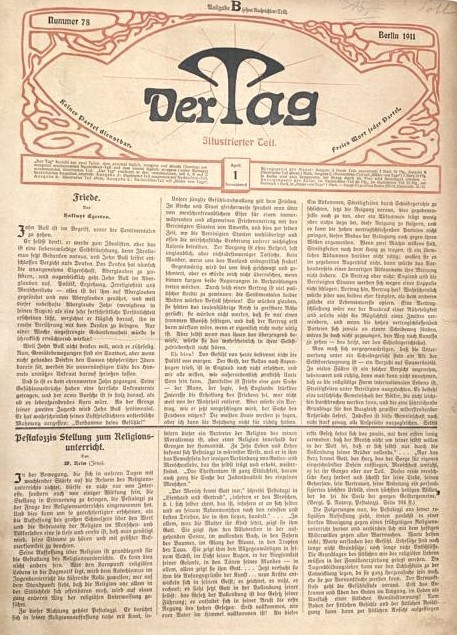
Der Tag – Ausgabe von 1911

- Der Tag – Ausgabe von 1911Sophie von Adelung
- Otto Arendt,[7] Reichstagsabgeordneter
- Anita Augspurg
- Egide von Berzeviczy
- Fritz von der Boeck, Generalleutnant z. D.
- Hugo Böttger, Reichstagsabgeordneter
- Else von Boetticher
- Arthur Bonus,[8] evangelischer Theologe
- Artur Brausewetter[9], evangelischer Theologe und Schriftsteller
- Rudolf Breitscheid
- Robert Breuer
- Kurt Breysig,[10] Historiker
- Karl von Bruchhausen, Major a. D.
- Richard Bürkner († 1913), Superintendent in Apolda
- Gustav Cohn[11]
- Otto Corbach
- Adolf Deißmann,[12] evangelischer Theologe
- Hans Delbrück[13]
- Max Dessoir, Philosoph
- Hedwig Dohm
- Hedwig Dransfeld,[14] Politikerin der Zentrumspartei
- Karl Dunkmann,[15] evangelischer Theologe
- Hakluyt Egerton[16]
- Richard Eickhoff, Politiker
- Julius Elias, schrieb die Rubrik Berliner Kunstglossen
- Kurt Engelbrecht
- Alexis Freiherr von Engelhardt
- Paul Ernst[17]
- Matthias Erzberger, Reichstagsabgeordneter der Zentrumspartei
- Ludwig Eschwege
- Baurat Friedeberg
- Elisabeth Gnauck-Kühne[18]
- Otto von Gottberg, Schriftsteller und Publizist
- Max Halbe, Schriftsteller, schrieb die Rubrik Münchener Brief
- Agnes Harder
- Adolf Harnack,[19] evangelischer Theologe
- Julius Hart
- Eduard von Hartmann, Philosoph
- Julius Hatschek
- Georg Hirschfeld
- Hugo von Hofmannsthal, Ein Brief, erschien am 18. und 19. Oktober 1902 in zwei Teilen
- Leo Jolles
- Hans von Kahlenberg
- Wilhelm von Kardorff, Reichstagsabgeordneter
- August Keim, Vorsitzender des Flottenvereins
- Alfred Kerr[20]
- Wolfgang Kirchbach
- Otto Knörk
- Stefan von Kotze
- Carl Krebs, Konzertkritiker der Zeitung
- Hermann Kötzschke, evangelischer Theologe
- Albert Lienhard, evangelischer Theologe, Bruder von Friedrich Lienhard
- Emil Ludwig[21]
- Thomas Mann,[22] Schriftsteller
- Paul Marx (1861–1919) im Artikel Der Schluß der Schmutzgeschichten vom 5. Januar 1908 bezeichnete er die Harden-Eulenburg-Affäre als den schmutzigsten politischen Skandal, den Deutschland je erlebt hat.
- Ludwig Misch (1887–1967), Musikkritiker[23]
- Cajus Moeller
- Richard Muther[24]
- Richard Nordhausen
- Wolfgang von Oettingen
- Joseph Maria Olbrich, Essays
- Hermann Oncken,[25] Historiker
- Friedrich Paulsen,[26] evangelischer Theologe
- Gerhard von Pelet-Narbonne[27] Generalleutnant
- Richard Graf von Pfeil
- Gertrud Prellwitz
- G. Prosoroff
- Alwin Rath
- Wilhelm Rein
- Oswald von Romstedt, Wiener Korrespondent der Zeitung
- Peter Rosegger[28]
- Hans Rosenhagen, berichtete von den Kunstausstellungen in München
- Paul Rühlmann[29]
- Karl Schaum,[30] Physiker
- Karl Scheffler, Kunstkritiker
- Fritz Schepp, Politiker
- Johannes Schlaf[31]
- Hans Georg Schmidt, evangelischer Pfarrer in Kallehne
- Karl Eugen Schmidt, Pariser Korrespondent der Zeitung
- Max Schneidewin, Philosoph
- Manuel Schnitzer
- Hermann Scholz, Pfarrer der Berliner Marienkirche
- Wilhelm von Scholz[32]
- Ernst Schur
- Franz Servaes, schrieb die Rubrik Aus dem Wiener Kunstleben
- Friedrich Sigismund, Gründer des Bundes zur Bekämpfung der Frauenemanzipation
- Georg Simmel[33]
- Martin Spahn, Historiker und Politiker, schrieb für die Zeitung bereits seit 1901[34]
- Eduard Stadtler
- Heinrich Steinhausen
- Willy Steinkopf, Politiker der SPD[35]
- Karl Steiniger, Jurist[36]
- Julius Stinde
- Helene Stöcker, schrieb für die Seite Der Kampf der Frau
- Adolf von Tiedemann
- Georg Wasner, Kriegsberichterstatter an der Ostfront
- Albrecht Wirth,[37] Historiker
- Alfred Wolf, liberaler Politiker
- Octavio von Zedlitz-Neukirch, Politiker
- Friedrich Zimmer, evangelischer Theologe, schrieb Artikel für die Seite Rundschau der religiösen Bewegung